# Idioma cachiquel
El idioma kaqchikel o kakchikel (nombre oficial en México según lo establece la Norma de Escritura de la lengua Kakchikel) es una lengua mayense de la rama quicheana hablada por la población kaqchikel en la región centro occidental de Guatemala y en el sur del estado de Chiapas, México. La obra más antigua escrita en kaqchikel son los Anales de los cachiqueles. Una de las gramáticas más importantes del idioma es el Arte de la Lengua Metropolitana de Reyno de Kaqchikel o Guatemálico, del año 1753. La lengua más cercana genéticamente al kakchikel es la lengua tzutujil, también está relacionado con la lengua k'iche.

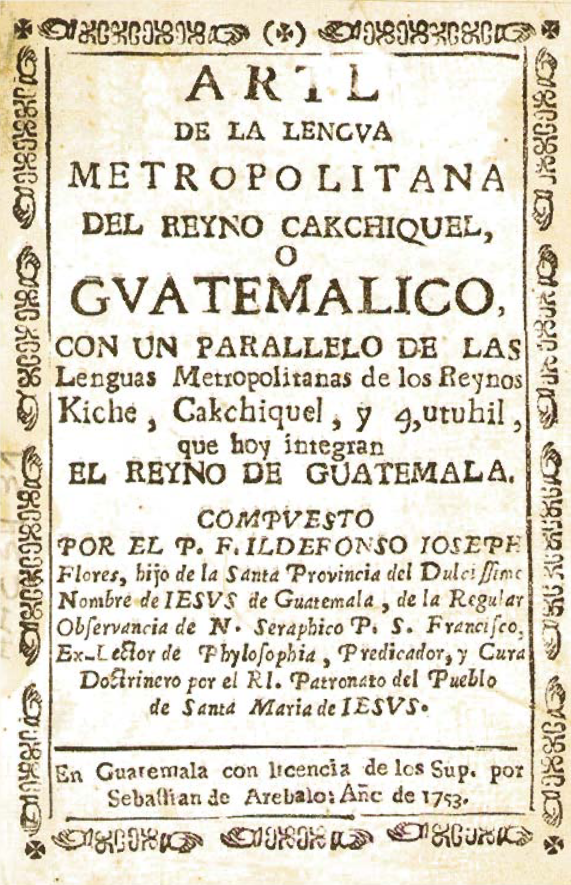
Primera página del Arte de la Lengua Metropolitana del Reyno Cakchiquel o Guatemálico.

## Dialectos
La variación dialectal del idioma kaqchikel es relativamente elevada e incluye al kaqchikel central (132 000 hablantes) en Chimaltenango y Patzún, el kaqchikel oriental (100 000) al noroeste de la Ciudad de Guatemala y alrededor de San Juan Sacatepéquez, San Pedro Sacatepéquez, el kaqchikel occidental, el kaqchikel centro-sureño (43 000) en el área de la panamericana al oeste de la Ciudad de Guatemala, el kaqchikel sureño (43 000) al sur de Antigua, el kaqchikel norteño (24 000) al noreste de Chimaltenango, así como el kaqchikel de San Martín Jilotepeque y B'oko' (Santa Ana Chimaltenango), también el Kakchikel de Mazapa de Madero (10 hablantes, considerado como lengua en extinción) en el estado de Chiapas, México. La mayoría de los hablantes del cachiquel son bilingües con el español. Con aproximadamente medio millón de hablantes, es una de las lenguas mayenses más habladas en Guatemala.

## Alfabeto
En México, de acuerdo a la Norma de Escritura de la lengua Kakchikel, el alfabeto kakchikel consta de 33 grafías; 27 consonantes, cinco vocales y una consonante glotal, es oficialmente llamado Ts'ibajbil te yólaj Kakchikel.
| Nimaqts'ib (mayúscula) | CHi'italts'ib (minúscula) | Bí'aj (nombre) |
| ---------------------- | ------------------------- | -------------- |
| A                      | a                         | A              |
| E                      | e                         | E              |
| I                      | i                         | I              |
| O                      | o                         | O              |
| U                      | u                         | U              |

| Nimaqts'ib (mayúscula) | CHi'italts'ib (minúscula) | Bí'aj (nombre) |
| ---------------------- | ------------------------- | -------------- |
| B                      | b                         | Ba             |
| CH                     | ch                        | cha            |
| CH'                    | ch'                       | ch'a           |
| D                      | d                         | da             |
| G                      | g                         | Ga             |
| J                      | j                         | Ja             |
| K                      | k                         | Ka             |
| K'                     | k'                        | K'a            |
| L                      | l                         | La             |
| M                      | m                         | Ma             |
| N                      | n                         | Na             |
| Ñ                      | ñ                         | Ña             |
| P                      | p                         | Pa             |
| Q                      | q                         | Qa             |
| Q'                     | q'                        | Q'a            |
| R                      | r                         | Ra             |
| RR                     | rr                        | rre            |
| S                      | s                         | Sa             |
| T                      | t                         | Ta             |
| TS                     | ts                        | TSa            |
| TS'                    | ts'                       | TS'a           |
| TH                     | th                        | THa            |
| TH'                    | th'                       | TH'a           |
| W                      | w                         | Wa             |
| X                      | x                         | Xa             |
| XH                     | xh                        | XHa            |
| Y                      | y                         | Ya             |
| ' / -                  | ' / -                     | Xunaq'il       |

## Vocabulario

### Animales (chikopi’)
1. ajqaj - avispa negra
2. umül - conejo
3. utiw - coyote
4. utiwa' - coyotes
5. tz'i' - perro
6. tzi'a' - perros
7. sanïk - hormiga
8. sanika' - hormigas
9. kej - venado o caballo
10. karne´j chi´j - oveja
11. täp - cangrejo
12. P'etz' - mono
13. t'ot' - caracol
14. köj - león, puma
15. ch'oy - ratón
16. kök - tortuga
17. äk - gallina
18. b'alam - tigre
19. uta - paloma
20. xi'l - grillo
21. utiw - coyote
22. k'üch - zopilote
23. Tix - elefante
24. Mes - gato
25. m'es - gato
26. kär - pez
27. üs - mosca
28. tukür - búho
29. ch'ök - sanate
30. kot - águila
31. wuch - tacuacín
32. öm - araña
33. q'uq' - quetzal
34. caballo - kej
35. cabra - k´isk - tzuntzun
36. pavo - wuruk - qo
37. gallo - mama´ak´
38. cerdo - aq
39. pavo - wuruk - qo´
40. vaca -wa'qu ax

### Anatomía
| Kaqchikel     | Castellano        |
| ------------- | ----------------- |
| jolomaj       | cabeza            |
| xikinaj       | oreja             |
| tzamaj        | nariz             |
| eyaj          | diente            |
| telemaj       | hombro            |
| tz’umaj       | pecho             |
| tz’ikaj       | codo              |
| ruwi' q’ab’aj | dedos             |
| pamaj         | estómago          |
| runaq' wachaj | ojos              |
| metz'aj       | cejas             |
| wi’aj         | pelo              |
| chi’aj        | boca              |
| qulaj         | cuello            |
| q’ab'aj       | brazo             |
| ixk'äq        | uña               |
| q’otzaj       | muslo/mejilla     |
| ch’ekaj       | rodilla           |
| aqanaj        | pie               |
| kïk'          | sangre            |
| b’aq          | hueso             |
| ruchi’ pamaj  | boca del estómago |
| muxu’x        | ombligo           |
| aq’aj         | lengua            |
| paläj         | cara              |

### Colores
| Kakchikel  | Castellano   |
| ---------- | ------------ |
| q’än       | amarillo     |
| Xär        | azul         |
| saqsöj     | azul celeste |
| säq        | blanco       |
| q’anq’öj   | naranja      |
| q’eq       | negro        |
| käq        | rojo         |
| q’eqqöj    | transparente |
| rax / k’el | verde        |

### Pronombres personales (k’exeb’i’aj)
| Kakchikel | Castellano   |
| --------- | ------------ |
| rïn       | yo           |
| rat       | tú           |
| rija'     | él, ella     |
| röj       | nosotros     |
| rïx       | ustedes      |
| rije'     | ellos, ellas |

### Conjugación en saludos
| Kakchikel            | Castellano                       |
| -------------------- | -------------------------------- |
| achike nub'i' rïn?   | ¿cuál es mi nombre?              |
| achike ab'i' rat?    | ¿cuál es tu nombre?              |
| achike rub'i' rija'? | ¿cuál es su nombre?              |
| achike qab'i' röj?   | ¿cuál es nuestro nombre?         |
| achike ib'i' rïx?    | ¿cuál es su nombre? [de ustedes] |
| achike kib'i' rije'  | ¿cuál es su nombre? [de ellos]   |

| Kakchikel             | Castellano                     |
| --------------------- | ------------------------------ |
| [nombre] nub'i' rïn   | yo me llamo [nombre]           |
| [nombre] ab'i' rat    | tú te llamas [nombre]          |
| [nombre] rub'i' rija' | él se llama [nombre]           |
| [nombre] qab'i' röj   | nosotros nos llamamos [nombre] |
| [nombre] ib'i' rïx    | ustedes se llaman [nombre]     |
| [nombre] kib'i' rije' | ellos se llaman [nombre]       |

| Kakchikel         | Castellano          |
| ----------------- | ------------------- |
| achike ab'i' rat? | ¿cuál es tu nombre? |
| Xwan nub'i' rïn.  | mi nombre es Juan   |

### Pronombres posesivos
| Kakchikel | Kakchikel sonia | Castellano |
| --------- | --------------- | ---------- |
| nu        | w               | mi         |
| a         | aw              | tu         |
| ru        | r               | su         |
| qa        | q               | nuestro    |
| i         | iw              | su         |
| ki        | k               | su         |

- Los pronombres de la primera columna se utilizan en sustantivos que inician con letra consonante.

- Los pronombres de la segunda columna se utilizan en sustantivos que inician con vocal. El kakchikel no admite el uso de diptongos.